# Consentement libre et éclairé en droit français
Pour un article plus général, voir Consentement libre et éclairé.
En droit français, le consentement du malade aux soins est une obligation consécutive au caractère contractuel de la relation médecin-malade. 
La notion de consentement libre et éclairé, qui implique que le médecin est tenu de présenter clairement au citoyen tous les risques d'une conduite thérapeutique, est pourtant relativement récente.
La loi du 29 juillet 1994 relative au respect du corps et modifiée par l'article 70 de la loi 99-641 du 27 juillet 1999 dit qu'« Il ne peut être porté atteinte à l'intégrité du corps humain qu'en cas de nécessité médicale pour la personne. Le consentement de l'intéressé doit être recueilli préalablement hors le cas où son état rend nécessaire une intervention thérapeutique à laquelle il n'est pas à même de consentir » (code civil article 16-3).
Le consentement doit être libre, c’est-à-dire en l'absence de contrainte, et éclairé, c’est-à-dire précédé par une information. 
Les qualificatifs libre et éclairé sont repris dans tous les attendus de jugement ayant trait aux problèmes de consentement. Par exemple, « le médecin ne peut sans le consentement libre et éclairé du citoyen procéder à une intervention chirurgicale » (Cass. civ. 11 octobre 1988).
La jurisprudence a parfaitement défini quels étaient les enjeux pour le citoyen qui doit être en mesure de décider par lui-même s'il subira ou non les dangers inhérents à tout acte médical (Cass. civ. novembre 1969).
L'information puis le consentement sont des moyens de remédier à la fameuse dissymétrie relationnelle existant entre le médecin qui sait et le citoyen qui ignore. Aux termes de la loi Kouchner du 4 mars 2002, le malade devient acteur de cette décision puisqu'il prend avec le professionnel de santé et compte tenu des informations et préconisations qu'il lui fournit, toute décision concernant sa santé (Code de Santé publique L. 1111-4).

## Principes du consentement éclairé
L'intangibilité de l'intégrité corporelle de chaque personne et l'indisponibilité du corps humain sont des principes fondamentaux auxquels il ne peut être dérogé que par nécessité thérapeutique pour la personne et avec son consentement préalable. C'est pourquoi, aucun acte médical ne peut être pratiqué sans le consentement du citoyen, hors le cas où son état rend nécessaire cet acte auquel il n'est pas à même de consentir.
Ce consentement doit être libre et renouvelé pour tout acte médical ultérieur.
Il doit être éclairé, c'est-à-dire que le citoyen doit avoir été préalablement informé des actes qu'il va subir, des risques normalement prévisibles en l'état des connaissances scientifiques et des conséquences que ceux-ci pourraient entraîner.
Tout citoyen, informé par un praticien des risques encourus, peut refuser un acte de diagnostic ou un traitement, l'interrompre à tout moment à ses risques et périls. Il peut également estimer ne pas être suffisamment informé, souhaiter un délai de réflexion ou l'obtention d'un autre avis professionnel.
Le mineur ne pouvant prendre de décisions graves le concernant, il revient aux détenteurs de l'autorité parentale d'exprimer leur consentement. Toutefois, lorsque la santé ou l'intégrité corporelle d'un mineur risque d'être compromise par le refus du représentant légal ou l'impossibilité de recueillir le consentement de celui-ci, le médecin responsable peut saisir le Procureur de la République, afin de provoquer les mesures d'assistance éducative permettant de donner les soins qui s'imposent. La Charte de l'enfant hospitalisé suggère que si l'avis du mineur peut être recueilli, le médecin doit en tenir compte dans toute la mesure du possible.
Le médecin doit tenir compte de l'avis de l'incapable majeur. Toutefois, l'attention est appelée sur le fait que dans certains cas, précisés par le juge, il convient également de recueillir le consentement des représentants légaux. Le médecin responsable a la capacité de saisir le Procureur de la République si la santé ou l'intégrité corporelle du majeur protégé risque d'être compromise par le refus du représentant légal ou l'impossibilité de recueillir le consentement de celui-ci.

## Du consentement spécifique pour certains actes
En plus du principe général du consentement préalable, des dispositions particulières s'appliquent dans des domaines particuliers dont le nombre ne cesse de croître, le législateur est intervenu pour rappeler la nécessité d'un consentement du citoyen avant l'exécution d'un acte médical et pour en fixer les modalités.
- La loi du 17 janvier 1975, modifiée par la loi du 4 juillet 2001 sur l'interruption volontaire de grossesse, précise les caractéristiques du consentement qui doit être donné par la femme concernée (art. L.2212-5 du code de la santé publique), le cas échéant, mineure (art. L.2212-7 du code de la santé publique).

- La loi du 20 décembre 1988 (loi Huriet-Sérusclat) définit avec précision les caractéristiques du consentement « libre, éclairé et exprès » qui doit être recueilli auprès des personnes qui se prêtent à des recherches biomédicales (art. 15 ).

- La loi du 4 janvier 1993 réorganisant la transfusion sanguine introduit l'obligation de recueillir le consentement écrit du ou des représentants légaux du donneur lorsqu'il est mineur, ainsi que l'assentiment de ce dernier avant tout prélèvement sur sa personne.

- La loi n° 94-654 du 29 juillet 1994 relative au don et à l'utilisation des éléments et produits du corps humain, à l'assistance médicale à la procréation et au diagnostic prénatal (remplaçant la loi du 22 décembre 1976, dite loi Caillavet) qui régit les prélèvements d'organes exige une autorisation libre et expressément consentie du donneur vivant ou, s'il est mineur, de son représentant légal ; on ne peut toutefois passer outre à l'opposition d'un mineur (art. 16 ). Le prélèvement d'éléments du corps humain et la collecte de ses produits ne peuvent être pratiqués sans le consentement du donneur. Le consentement est révocable à tout moment et sans condition de forme. Aucun prélèvement d'organe, de tissus, de cellules, aucune collecte de produits du corps humain en vue de dons ne peut avoir lieu sur une personne vivante mineure ou sur une personne vivante majeure faisant l'objet d'une mesure de protection légale. Toutefois, un prélèvement de moelle osseuse peut être effectué sur une personne mineure au bénéfice de son frère ou de sa sœur avec les garanties et dans les conditions définies par la loi.

- Le prélèvement d'organe, à des fins thérapeutiques, sur une personne décédée, ne peut être réalisé que si la personne n'a pas fait connaître de son vivant son refus d'un tel prélèvement, dans les conditions définies par la loi. Si le médecin n'a pas connaissance de la volonté du défunt, il doit s'efforcer de recueillir les témoignages de la famille. Si la personne décédée était un mineur ou un majeur faisant l'objet d'une mesure de protection légale, le prélèvement en vue d'un don ne peut avoir lieu qu'à la condition que chacun des titulaires de l'autorité parentale ou le représentant légal y consente expressément par écrit.

- Aucun prélèvement à des fins scientifiques autres que celles ayant pour but de rechercher les causes du décès ne peut être effectué sans le consentement du défunt, exprimé directement ou par le témoignage de sa famille. Toutefois, lorsque le défunt est un mineur, ce consentement est exprimé par un des titulaires de l'autorité parentale. La famille et les proches doivent être informés des prélèvements en vue de rechercher les causes du décès.

- La loi du 1er juillet 1994 relative au traitement des données nominatives ayant pour fin la recherche dans le domaine de la santé exige que soit obtenu le consentement éclairé et exprès des personnes concernées dans le cas où cette recherche nécessite le recueil de prélèvements biologiques identifiants. Elle prévoit toutefois que des « informations peuvent ne pas être délivrées si, pour des raisons légitimes que le médecin traitant apprécie en conscience, le malade est laissé dans l'ignorance d'un diagnostic ou d'un pronostic grave ».

- Des dispositions particulières sont applicables respectivement aux femmes enceintes ou qui allaitent, aux personnes privées de liberté par une décision judiciaire ou administrative, aux mineurs, majeurs sous tutelle, personnes séjournant dans un établissement sanitaire ou social et malades en situation d'urgence.

- Le traitement de données nominatives ayant pour fin la recherche a lieu dans les conditions prévues par la loi n° 94-548 du 1er juillet 1994.

- Le consentement préalable des personnes sur lesquelles sont effectuées des études de leurs caractéristiques génétiques est recueilli par écrit dans les conditions fixées par la loi n°94-653 du 29 juillet 1994, relative au respect du corps humain.

- Le dépistage notamment du virus de l'immunodéficience humaine (VIH) n'est obligatoire que dans certains cas (dons de sang, de tissus, de cellules et notamment de sperme et de lait). Dans les autres cas, tout dépistage pour lequel un consentement préalable n'a pas été obtenu est interdit. Aucun dépistage ne peut être fait à l'insu du citoyen. Un tel dépistage est passible d'un recours pour atteinte à la vie privée. Un dépistage volontaire peut être proposé au citoyen, dans le respect des règles appelées par la circulaire DGS/DH du 28 octobre 1987, dont celle du libre consentement, après information personnalisée.

## Article 36 de l'Ordre national des médecins
Ce chapitre n'est qu'un extrait, pour plus de détails, voir les commentaires intégraux en remplacement de l'« Article 94 - Partage des honoraires au sein d'un groupe ») de l'article 36 sur le site du conseil national des médecins.
Article 36 (article R.4127-36 du code de la santé publique) (commentaires révisés en 2003) :
Le consentement de la personne examinée ou soignée doit être recherché dans tous les cas.
Lorsque le malade, en état d'exprimer sa volonté, refuse les investigations ou le traitement proposés, le médecin doit respecter ce refus après avoir informé le malade de ses conséquences.
Si le malade est hors d'état d'exprimer sa volonté, le médecin ne peut intervenir sans que ses proches aient été prévenus et informés, sauf urgence ou impossibilité.
Les obligations du médecin à l'égard du citoyen lorsque celui-ci est un mineur ou un majeur protégé sont définies à l'article 42.
Le malade a le droit d'accepter ou de refuser ce que le médecin lui propose et non lui impose. Cette liberté du malade est une exigence éthique fondamentale, corollaire du devoir d'information énoncé à l'article précédent. L'information du malade est en effet la condition préalable de son consentement, conséquence qu'il tire de cette information (art. 35).
La loi du 4 mars 2002 précise à cet égard qu'« aucun acte médical ni aucun traitement ne peut être pratiqué sans le consentement libre et éclairé de la personne et ce consentement peut être retiré à tout moment ».
Les actes médicaux justifiant ce consentement doivent être entendus, au sens large : en commençant par l’examen clinique habituel dont certains gestes peuvent être désagréables, comprenant des investigations complémentaires non-invasives ou non-sensibles (par exemple sérologie virale), différents traitements, la surveillance du traitement et de ses suites ; il porte également sur la participation éventuelle du citoyen à la formation d’étudiants, ou continue des médecins (art. L.1110-4, 6e alinéa du code de la santé publique), à des publications qui permettraient une identification.
Le fait d'intervenir sur un citoyen contre son consentement est pour un médecin une faute qui engage sa responsabilité civile et l'expose à une sanction disciplinaire.
Si le malade est inconscient ou dans l'impossibilité de donner un consentement éclairé, il est nécessaire de consulter les proches ou la personne de confiance qu’il a pu désigner, susceptibles de transmettre une position antérieurement exprimée par la citoyen. Rester inactif irait à l'encontre des prescriptions de l'article 9 du code qui fait obligation à tout médecin en présence d'un blessé ou d'un malade en péril de lui porter assistance ou de s'assurer qu'il reçoit les soins nécessaires. Un tel comportement serait en outre de nature à entraîner des poursuites pour non-assistance à personne en danger. En cas d'urgence ou d'impossibilité persistante de joindre ces proches, le médecin devra intervenir comme il le juge souhaitable.

## Soins sans consentement
Il est parfois nécessaire, lors des urgences médicales par exemple, mais aussi dans certaines affections psychiatriques, en respectant certains critères, notamment pour les mineurs. En France, depuis la loi du 5 juillet 2011, un contrôle des hospitalisations complètes sans consentement doit être effectué par le juge des libertés et de la détention,.

### Source
- Consentement, Professeur Luc Barret.